# Crosby (Texas)
Crosby è un census-designated place degli Stati Uniti d'America situato nella contea di Harris dello Stato del Texas.
La popolazione era di 2.299 persone al censimento del 2010.

## Geografia fisica
Crosby è situata a 29°54′38″N 95°03′39″W (29.910577, -95.060882).
Secondo lo United States Census Bureau, ha un'area totale di 2,3 miglia quadrate (6,0 km²).

## Società

### Evoluzione demografica
Secondo il censimento del 2000, c'erano 1.714 persone, 662 nuclei familiari e 464 famiglie residenti nella città. La densità di popolazione era di 758,2 persone per miglio quadrato (292,8/km²). C'erano 743 unità abitative a una densità media di 328,7 per miglio quadrato (126,9/km²). La composizione etnica della città era formata dal 74,15% di bianchi, il 12,72% di afroamericani, lo 0,76% di nativi americani, lo 0,41% di asiatici, il 10,79% di altre razze, e l'1,17% di due o più etnie. Ispanici o latinos di qualunque razza erano il 18,38% della popolazione.
C'erano 666 nuclei familiari di cui il 35,4% aveva figli di età inferiore ai 18 anni, il 49,4% aveva coppie sposate conviventi, il 15,8% aveva un capofamiglia femmina senza marito, e il 30,3% erano non-famiglie. Il 26,1% di tutti i nuclei familiari erano individuali e l'11,1% aveva componenti con un'età di 65 anni o più che vivevano da soli. Il numero di componenti medio di un nucleo familiare era di 2,57 e quello di una famiglia era di 3,09.
La popolazione era composta dal 28,2% di persone sotto i 18 anni, il 10,1% di persone dai 18 ai 24 anni, il 29,1% di persone dai 25 ai 44 anni, il 19,8% di persone dai 45 ai 64 anni, e il 12,8% di persone di 65 anni o più. L'età media era di 32 anni. Per ogni 100 femmine c'erano 100 maschi. Per ogni 100 femmine dai 18 anni in giù, c'erano 96,2 maschi.
Il reddito medio di un nucleo familiare era di 35.508 dollari e quello di una famiglia era di 41.458 dollari. I maschi avevano un reddito medio di 37.244 dollari contro i 25.500 dollari delle femmine. Il reddito pro capite era di 14.851 dollari. Circa il 9,2% delle famiglie e il 13,4% della popolazione erano sotto la soglia di povertà, incluso il 16,7% di persone sotto i 18 anni e il 20,1% di persone di 65 anni o più.